# 尤爾頓
尤尔顿是牙買加的城鎮，位於該國南部，由聖凱瑟琳區負責管轄，海拔高度245米，2010年人口14,096。1885年至1947年期間，該鎮有鐵路前往首府西班牙鎮，其後該站因虧損而取消。

## 外部連結
- Ewarton, Saint Catherine, Jamaica （页面存档备份，存于）